# 蘇拉日 (舒姆西克區)
50°8′48″N 26°10′59″E / 50.14667°N 26.18306°E
蘇拉日（烏克蘭語：Сураж），是烏克蘭的村落，位於該國西部捷爾諾波爾州，由克列梅涅茨區負責管轄，始建於1390年，面積5.84平方公里，2001年人口1,438，人口密度每平方公里246.2人。